# Ostafrikasaurus
Ostafrikasaurus is een geslacht van vleesetende theropode dinosauriërs, behorend tot de groep van de Spinosauroidea, dat tijdens het late Jura leefde in het gebied van het huidige Afrika. De enige benoemde soort is Ostafrikasaurus crassiserratus uit de Tendaguru Formatie van zuidoost Tanzania.

## Vondst en naamgeving
Vlak voor de Eerste Wereldoorlog werden er verschillende jaren zeer grote Duitse paleontologische expedities ondernomen naar de Tendaguru-formatie in Duits-Oost-Afrika. Daarbij werd onder meer negen losse tanden gevonden van grote theropoden. In 1920 werden die door Werner Janensch provisorisch toegewezen aan een nieuwe soort van Labrosaurus (zelf een jonger synoniem van Allosaurus): Labrosaurus(?) stechowi, met als holotype specimen MB R 1083. In 1925 werden de tanden meer in detail door Janensch beschreven waarbij hij vijf typen onderscheidde, "a" tot en met "e". Latere auteurs schreven ze meestal toe aan een of ander onbepaald lid van de Ceratosauridae.
In 2008 kwam Eric Buffetaut tot de conclusie dat twee tanden, MB R 1084 en MB R 1091, fundamenteel van de andere afweken en toebehoorden aan een spinosauride. In 2011 werden deze tanden moderner beschreven door Oliver Walter Mischa Rauhut. In 2012 benoemde Buffetaut de spinosauride als de typesoort Ostafrikasaurus crassiserratus. De geslachtsnaam is afgeleid van Deutsch Ostafrika. De soortaanduiding is een combinatie van het Latijnse crassus, "dik", en serratus, "gekarteld".

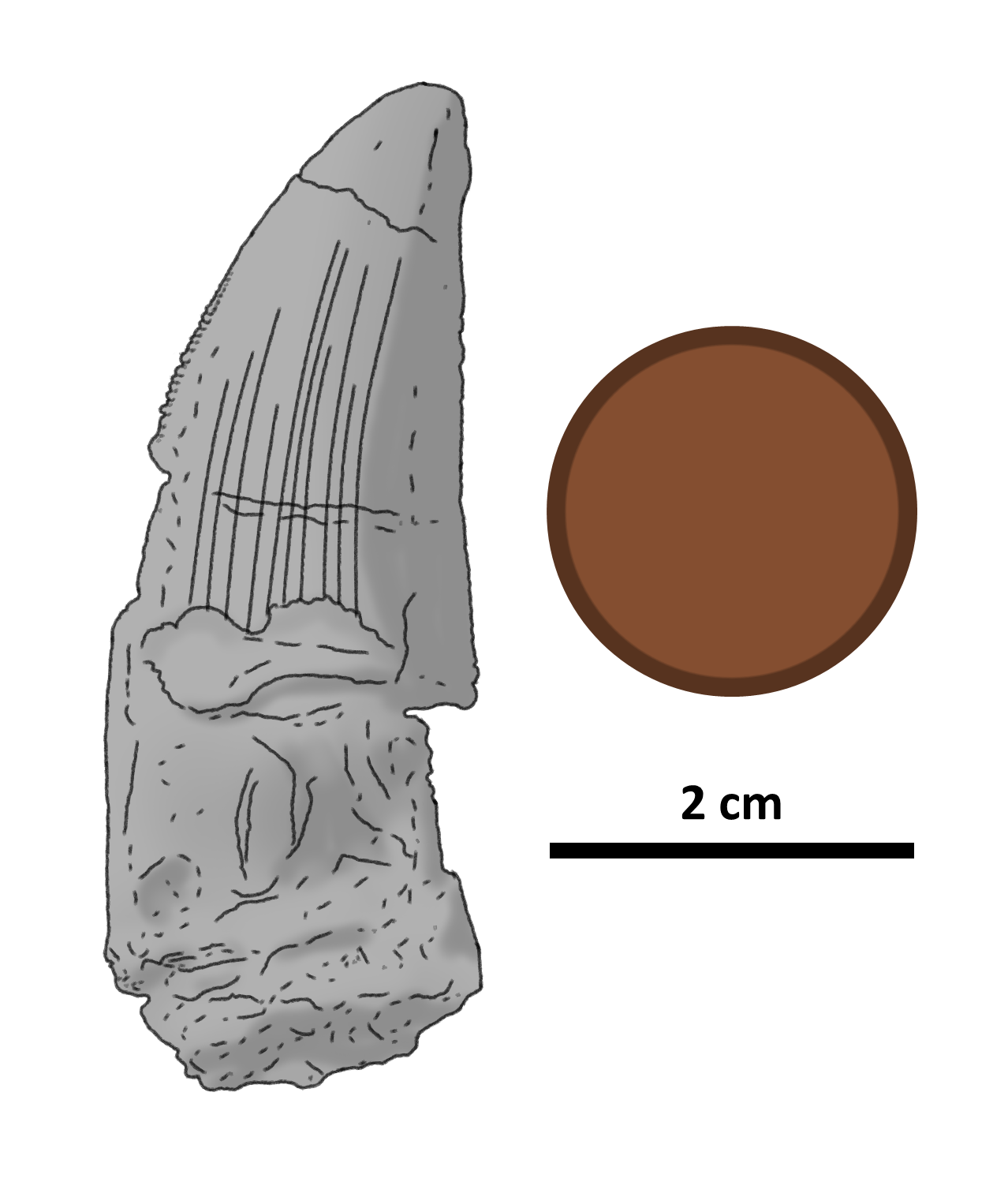
MB R 1084

Het holotype is tand MB R 1084 die stamt uit de Obere Dinosauriermergel welke dateert uit het late Tithonien, ongeveer 148 tot 145 miljoen jaar oud. De andere tand werd bij nader inzien niet door Buffetaut aan Ostafrikasaurus toegewezen omdat deze uit een oudere laag kwam van de Mittlere Dinosauriermergel.

## Beschrijving
De tand, met een lengte van negenenveertig millimeter, toont een oppervlaktestructuur van het tandemail die overeenkomt met die van de Baryonychinae maar heeft veel dikkere kartelingen aan de snijranden dan bij die groep gebruikelijk. Buffetaut wees op enkele verschillen met de andere tanden. Aan de binnenkant van de tandkroon is er een groter aantal verticale richels, namelijk elf in plaats van twee of drie. De buitenkant van de kroon toont drie verticale richels terwijl die bij de ander tanden glad is. Sommige richels aan de binnenkant lopen ver door, tot op een halve centimeter van de punt, afgewisseld met kortere richels; bij de andere tanden zijn alle richels kort.
De richels beperken zich tot de voorste drie vijfden van de kroon, terwijl de achterste twee vijfden glad zijn. De richels zijn van de voorste snijrand gescheiden door een lichte verticale uitholling.
Rauhut was in 2011 tot conclusies gekomen die op hoofdpunten van die van Buffetaut afweken. Hij meende juist dat de tand niet van het baryonichine type was omdat de korrelige structuur ontbrak en de richels niet helemaal tot aan de punt doorliepen. Ook wees hij erop dat alle negen tanden dezelfde dichtheid van kartelingen bezaten: dertien vertandingen per vijf strekkende millimeter op de voorste snijrand en tien vertandingen op de achterste snijrand. Alle tanden kwamen ook overeen in algemene vorm en doorsnede. Rauhut opperde dat ze alle tot hetzelfde taxon zouden kunnen behoren.

## Fylogenie
Ostafrikasaurus is door Buffetaut in de Spinosauridae geplaatst. Het is daarmee de oudste benoemde spinosauride en een aanwijzing dat de eerste spinosauriden grote kartelingen aan hun tanden hadden.